# مباركآباد كلة رش (مقاطعة دهغلان)
مباركآباد كلة رش (بالفارسية: مبارک‌آباد کله رش) هي قرية تقع في Bolbanabad District في إيران. يقدر عدد سكانها بـ 644 نسمة بحسب إحصاء 2016.